# Blues (album Jimiego Hendriksa)
Blues – pośmiertna kompilacja piosenek Jimiego Hendriksa wydana 26 kwietnia 1994 roku przez MCA Records. Zawiera 11 utworów nagranych w latach 1966 – 1970. Na albumie znajdują się zarówno kompozycje Hendrixa, jak i bluesowe standardy: „Born Under a Bad Sign”, „Bleeding Heart” i „Mannish Boy”.

## Lista utworów
Autorem wszystkich utworów, chyba że zaznaczono inaczej jest Jimi Hendrix.
| Nr  | Tytuł utworu                                  | Długość |
| --- | --------------------------------------------- | ------- |
| 1.  | „Hear My Train a Comin’ (acoustic)”           | 3:05    |
| 2.  | „Born Under a Bad Sign” (Jones, Bell)         | 7:37    |
| 3.  | „Red House”                                   | 3:42    |
| 4.  | „Catfish Blues” (Petway)                      | 7:48    |
| 5.  | „Voodoo Chile Blues”                          | 8:48    |
| 6.  | „Mannish Boy” (Morganfield, McDaniel, London) | 5:21    |
| 7.  | „Once I Had a Woman”                          | 7:49    |
| 8.  | „Bleeding Heart” (James)                      | 3:26    |
| 9.  | „Jelly 292”                                   | 6:24    |
| 10. | „Electric Church Red House”                   | 6:12    |
| 11. | „Hear My Train a Comin’ (electric)”           | 12:08   |
|     |                                               | 1:12:20 |

Utwór „Hear My Train A Comin”' został wydany w dwóch wersjach, druga pochodzi z występu w Berkeley z 30 maja 1970 roku.

## Artyści nagrywający płytę
- Jimi Hendrix – gitara elektryczna, 12-strunowa gitara akustyczna, śpiew
- Billy Cox – gitara basowa w „Born Under a Bad Sign”, „Mannish Boy”, „Once I Had a Woman”, „Bleeding Heart”, „Jelly 292”, „Hear My Train a Comin’ (electric)”
- Noel Redding – gitara basowa w „Red House”, „Catfish Blues” i „Electric Church Red House”
- Buddy Miles – perkusja w „Born Under a Bad Sign”, „Mannish Boy”, „Once I Had a Woman”, „Bleeding Heart”
- Mitch Mitchell – perkusja w „Red House”, „Catfish Blues”, „Voodoo Chile Blues”, „Jelly 292”, „Electric Church Red House”, „Hear My Train a Comin’ (electric)”
- Jack Casady – gitara basowa w „Voodoo Chile Blues”
- Steve Winwood – organy w „Voodoo Chile Blues”
- Sharon Layne – pianino w „Jelly 292”
- Lee Michaels – organy w „Electric Church Red House”

## Daty nagrań poszczególnych utworów
- „Hear My Train a Comin’ (acoustic)” – 19 grudnia 1967, Bruce Fleming Photography Studio, Londyn
- „Born Under a Bad Sign” – 15 grudnia 1969, Record Plant, Nowy Jork
- „Red House” – 13 grudnia 1966, CBS Studios, Londyn
- „Catfish Blues” – 10 listopada 1967, Vitus Studios, Bussem (Holandia)
- „Voodoo Chile Blues” – 2 maja 1968, Record Plant, Nowy Jork
- „Mannish Boy” – 22 kwietnia 1969, Record Plant, Nowy Jork
- „Once I Had a Woman” – 23 stycznia 1970, Record Plant, Nowy Jork
- „Bleeding Heart” – 21 maja 1969, Record Plant, Nowy Jork
- „Jelly 292” – 14 maja 1969, Record Plant, Nowy Jork
- „Electric Church Red House” – 29 października 1968, TTG Studios, Hollywood (LA)
- „Hear My Train a Comin’” (electric) – 30 maja 1970, Berkeley Community Theater, Berkeley